# Amylocarpus
Amylocarpus är ett släkte av svampar. Enligt Catalogue of Life ingår Amylocarpus i klassen Leotiomycetes, divisionen sporsäcksvampar och riket svampar, men enligt Dyntaxa är tillhörigheten istället ordningen disksvampar, klassen Leotiomycetes, divisionen sporsäcksvampar och riket svampar.
|             | Helotiales                                  |
|             |                                             |
|             | Leotiales                                   |
|             |                                             |
|             | Rhytismatales                               |
|             |                                             |
|             | Erysiphales                                 |
|             |                                             |
|             | Cyttariales                                 |
|             |                                             |
|             | Thelebolales                                |
|             |                                             |
|             | Vezdaeaceae                                 |
|             |                                             |
|             | Thelocarpaceae                              |
|             |                                             |
|             | Geomyces                                    |
|             |                                             |
|             | Hainesia                                    |
|             |                                             |
|             | Chaetomella                                 |
|             |                                             |
|             | Naemacyclus                                 |
|             |                                             |
|             | Leohumicola                                 |
|             |                                             |
|             | Meliniomyces                                |
|             |                                             |
|             | Hyphozyma                                   |
|             |                                             |
|             | Geniculospora                               |
|             |                                             |
|             | Discohainesia                               |
|             |                                             |
|             | Pleoscutula                                 |
|             |                                             |
|             | Eleutheromyces                              |
|             |                                             |
| Amylocarpus | \| \| Amylocarpus encephaloides \| \| \| \| |
|             | \| \| Amylocarpus encephaloides \| \| \| \| |
|             | Cyclaneusma                                 |
|             |                                             |
|             | Amylocarpus encephaloides                   |
|             |                                             |

|  | Amylocarpus encephaloides |
|  |                           |